# Mariona Carmona i Martínez
Mariona Carmona i Martínez (Barcelona, 6 de desembre de 1972) és una jugadora d'hoquei sobre patins i roller derby catalana.
Formada com a davantera al CH Sant Feliu de Codines, la temporada 1992-93 va jugar a la lliga alemanya al Bison Calenberg Eldagsen. La temporada següent va tornar a jugar a la lliga catalana amb el CHP Bigues i Riells. Amb aquest club va aconseguir un Campionat de Catalunya i un d'Espanya el 2001. El 2007 va jugar amb el SKG Herringen alemany, disputant la fase final de la primera Copa d'Europa femenina. Va retirar-se de la competició al final de la temporada 2007-08, però puntualment va disputar algun partit a l'OK Lliga amb el CHP Bigues i Riells. Internacional amb la selecció espanyola d'hoquei patins, va formar part de la primera selecció estatal de la història. Entre 1991 i 2000, hi va aconseguir tres medalles d'or i una de bronze als Campionats del Món i una medalla d'or, tres d'argent i dues de bronze als Campionats d'Europa. També va formar part de la primera selecció catalana d'hoquei sobre patins que va disputar un partit internacional el 2003 contra Portugal. Després de la seva retirada, va exercir com a entrenadora del club biguetà durant la temporada 2013-14.
El setembre de 2018 va retornar a la competició en la modalitat de roller derby, aconseguint amb el CHP Bigues i Riells la primera Copa d'Espanya, celebrada a Mollet del Vallès. També participà amb la selecció espanyola al World Roller Games de Barcelona 2019, aconseguint la medalla de bronze.
Entre d'altres reconeixements, va rebre la insígnia d'or de la Federació Espanyola de Patinatge el 2008.

## Palmarès

### Hoquei sobre patins
Clubs
- 1 Lliga catalana d'hoquei patins femenina: 2000-01
- 1 Campionat d'Espanya d'hoquei patins femení: 2000-01

Selecció espanyola
- 3 medalles d'or al Campionat del Món d'hoquei patins femení: 1994, 1996, 2000
- 1 medalla de bronze al Campionat del Món d'hoquei patins femení: 2002
- 1 medalla d'or al Campionat d'Europa d'hoquei patins femení: 1995
- 3 medalles d'argent al Campionat d'Europa d'hoquei patins femení: 1993, 1999, 2001
- 2 medalles de bronze al Campionat d'Europa d'hoquei patins femení: 1991, 1997

### Roller derby
Clubs
- 1 Copa d'Espanya de roller derby: 2019

Selecció espanyola
- 1 medalla de bronze als Jocs Mundials de Patinatge: 2019